# 葛邦弼
葛邦弼（?—?），字右卿。直隸常熟縣人。明朝官員。

## 生平
葛覃之子，葛邦典之弟。隆慶四年（1570年）庚午科鄉試中舉，歷任归州知州、南宁府同知等。